# Henri André Hillewaert
Henri André Hillewaert (Gent, 12 december 1912 – Dendermonde, 23 februari 1969) was politiecommissaris te Dendermonde en in zijn vrije tijd kunstschilder.

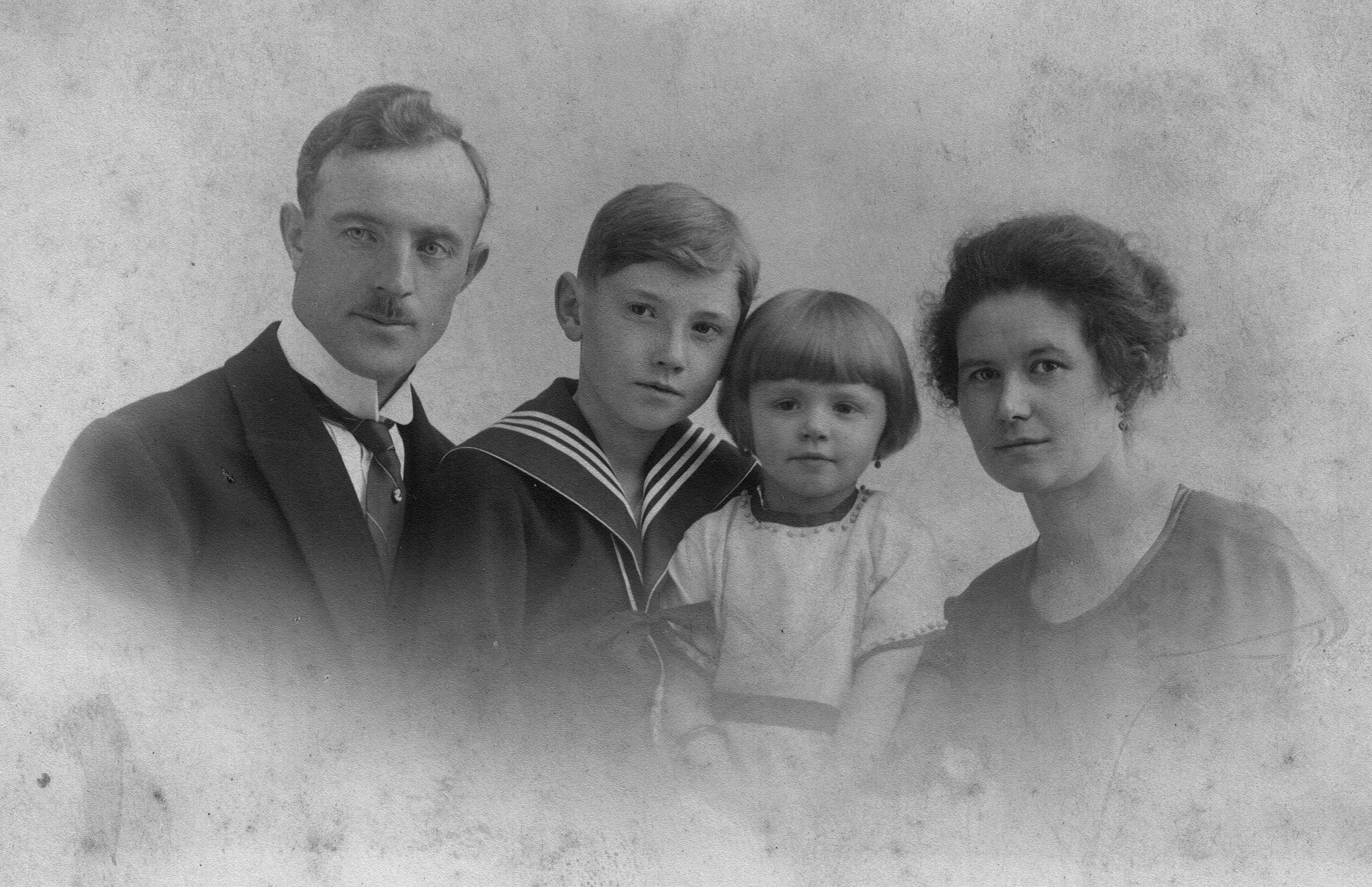
Vinditianus Hillewaert en Elvira Coessens met Henri en Georgette in 1925

## Familie en afkomst
Henri André Hillewaert was zoon van Vinditianus Hillewaert (1887-1966) en Elvira Maria Coessens (1888-1967). Hij groeide op in een welgesteld gezin, zijn vader was namelijk luitenant in het Belgische leger en maakte twee wereldoorlogen mee. Hij had een zus Georgette en beiden werden, zoals het in die tijd gebruikelijk was bij de bourgeoisie, naar Franstalige scholen gestuurd.

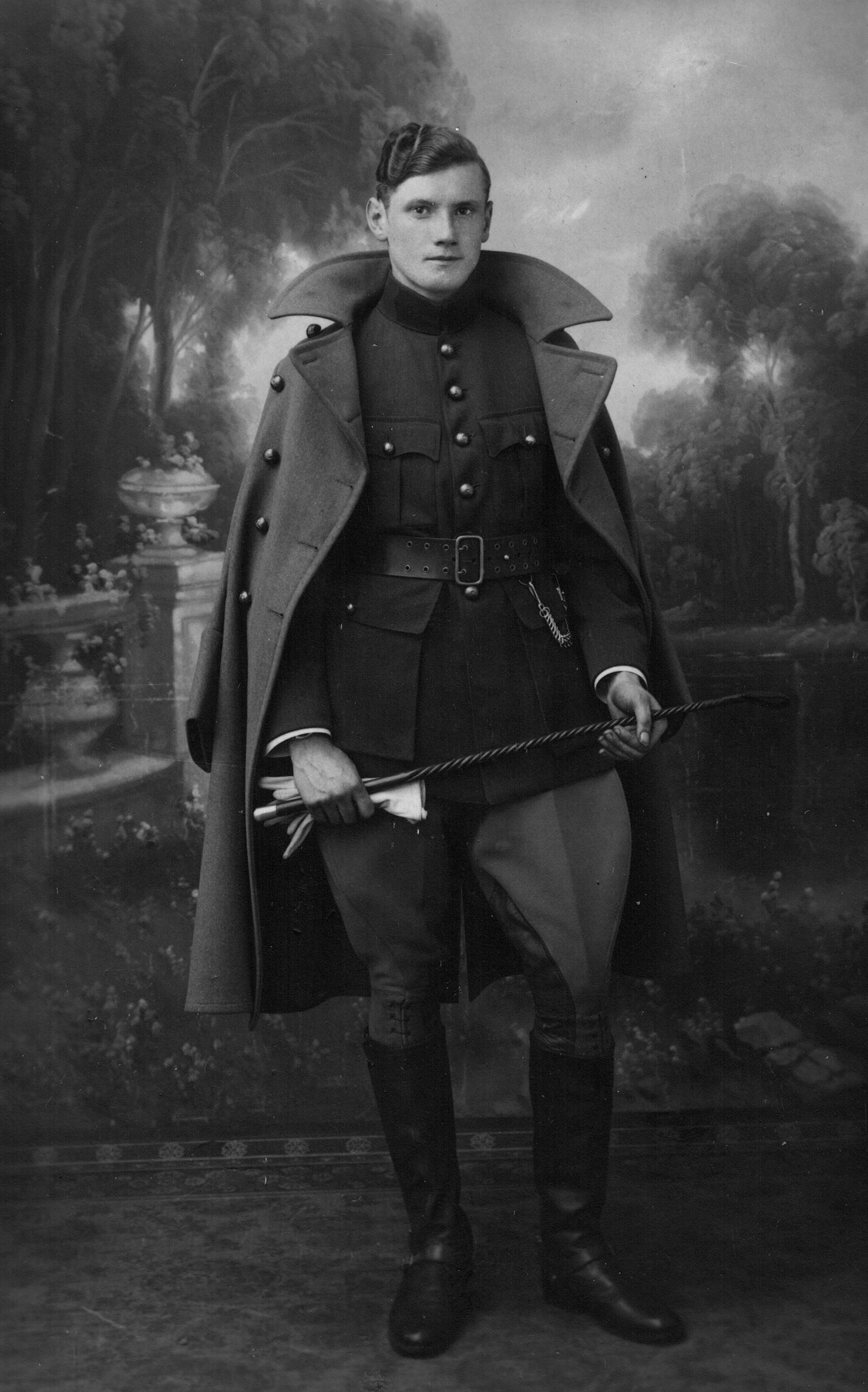
Henri André Hillewaert als wachtmeester bij de 1e Artillerie in militaire dienst in 1931

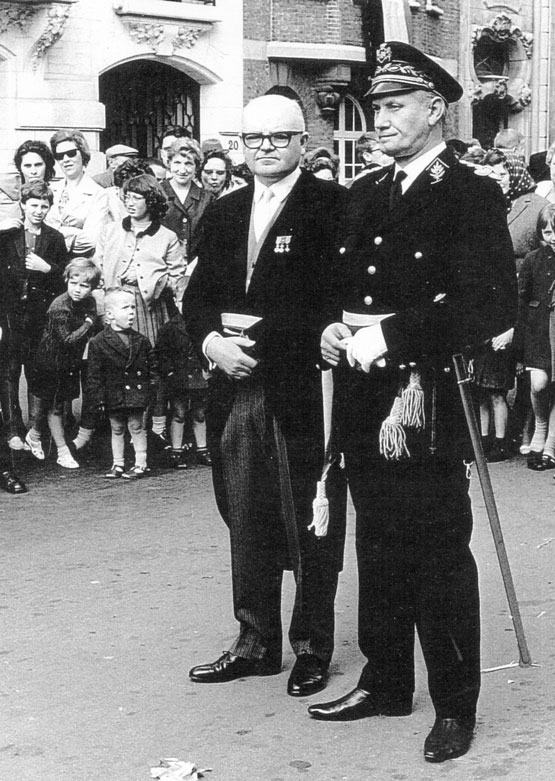
Burgemeester Bruynincx en commissaris Hillewaert wachten op 4 juni 1966 in Dendermonde op koning Boudewijn

## Biografie
Na zijn schooltijd en daarna legerdienst in 1931, waar hij wachtmeester bij de 1e Artillerie was, en diverse opleidingen werd hij op 1 september 1935 in Gent adjunct-secretaris van de commissaris. Op 1 juni 1946 werd hij politiecommissaris te Dendermonde, de functie die hij tot aan zijn dood uitoefende. Henri Hillewaert had ook een grote passie, namelijk schilderen, hij volgde dan ook opleidingen aan het Sint-Lucasinstituut Brussel en de kunstacademie van Gent.

## Tentoonstellingen
- December 1968, Sint-Amandsberg, Antwerpse Steenweg 94, zaal Concordia met inleiding door Johan Van Mechelen
- 27 april 1968, Gemeentehuis Asse inleiding door Jos Laureys
- Dendermonde
- Neder-Over-Heembeek
- 8 maart 1969, Post mortem, Lebbeke kunstgalerij Rembrandt

## Werken
Enkele van zijn werken:

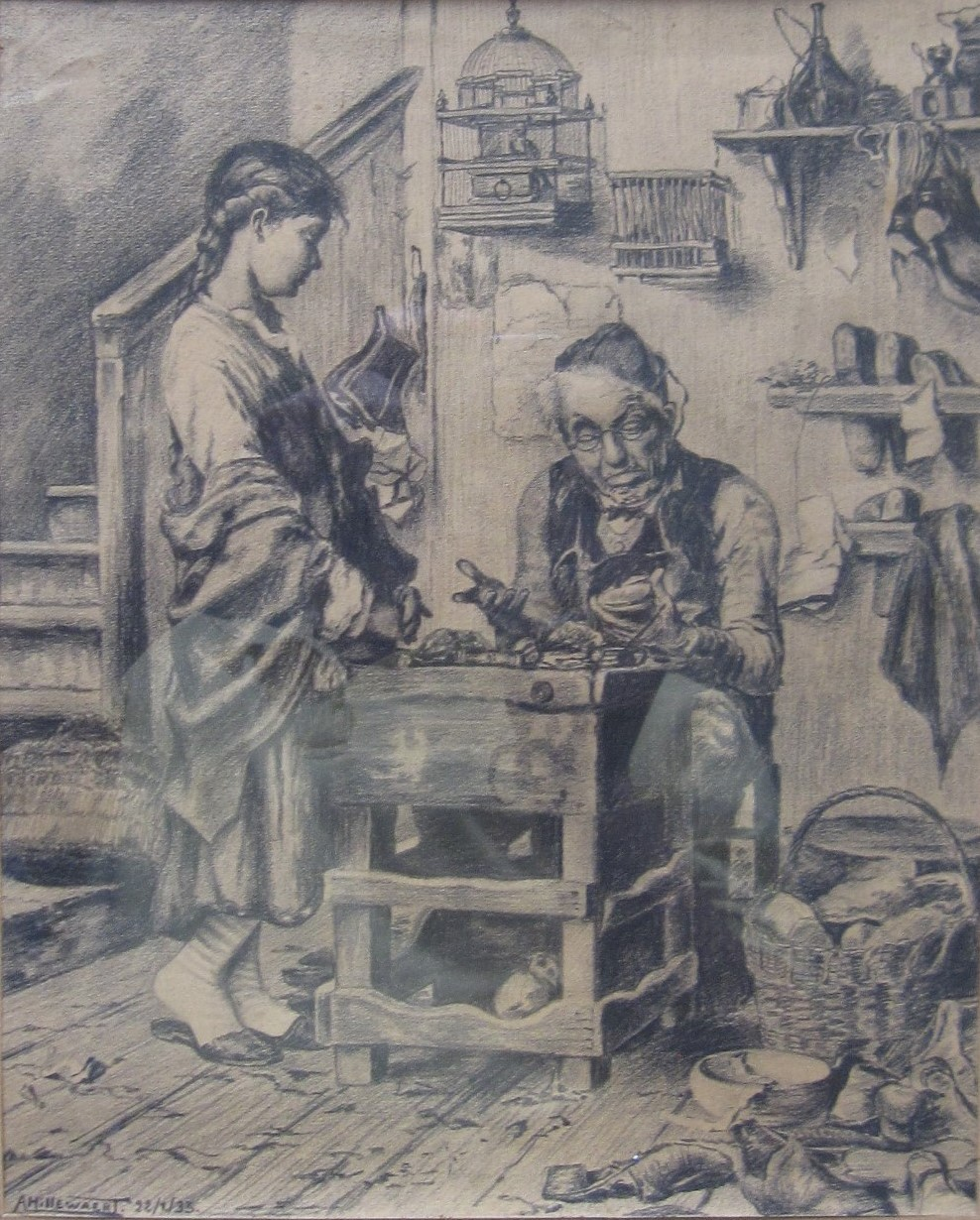
1933 potloodtekening
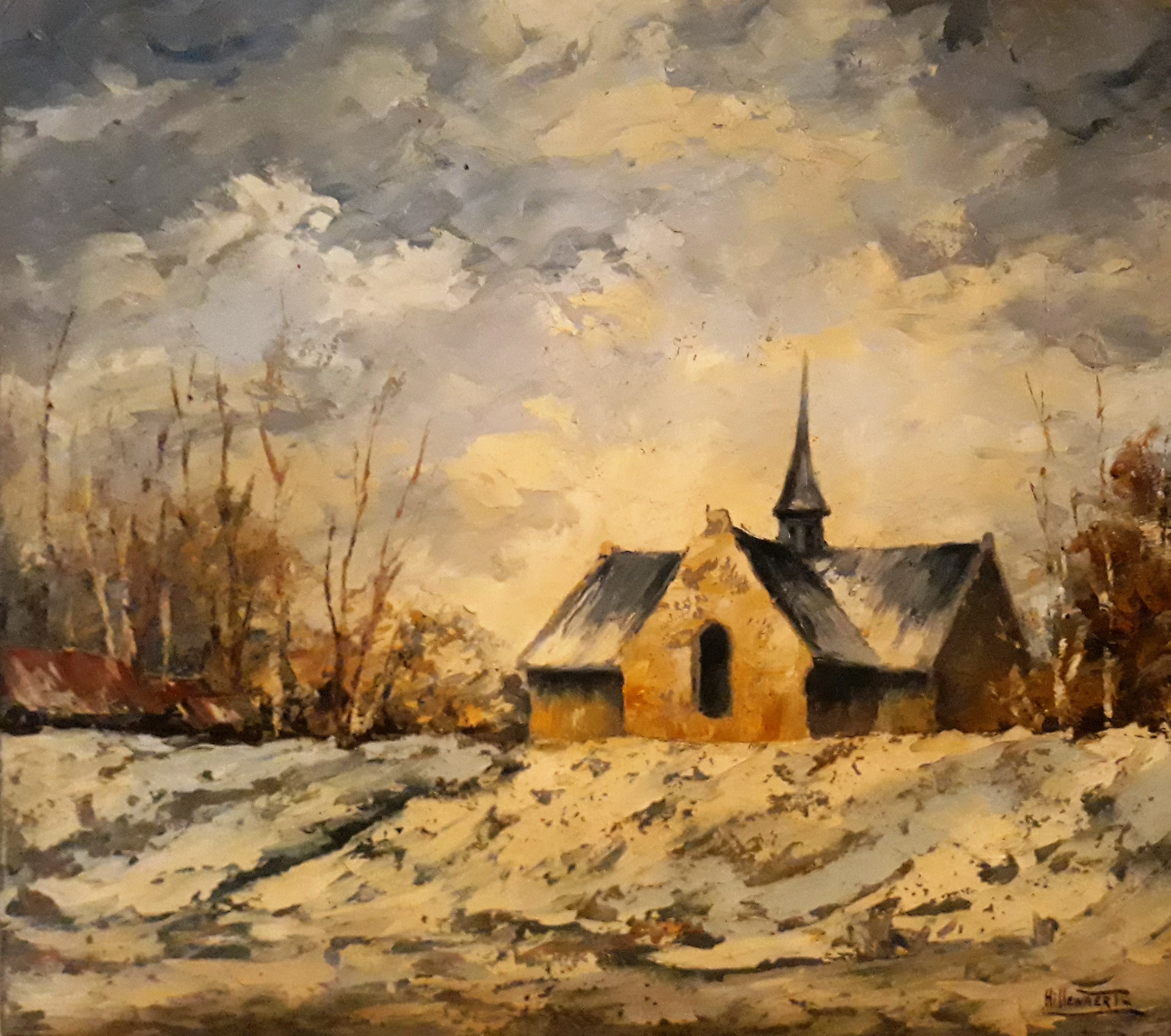
Kerkje van Vlassenbroek (olieverf op doek)
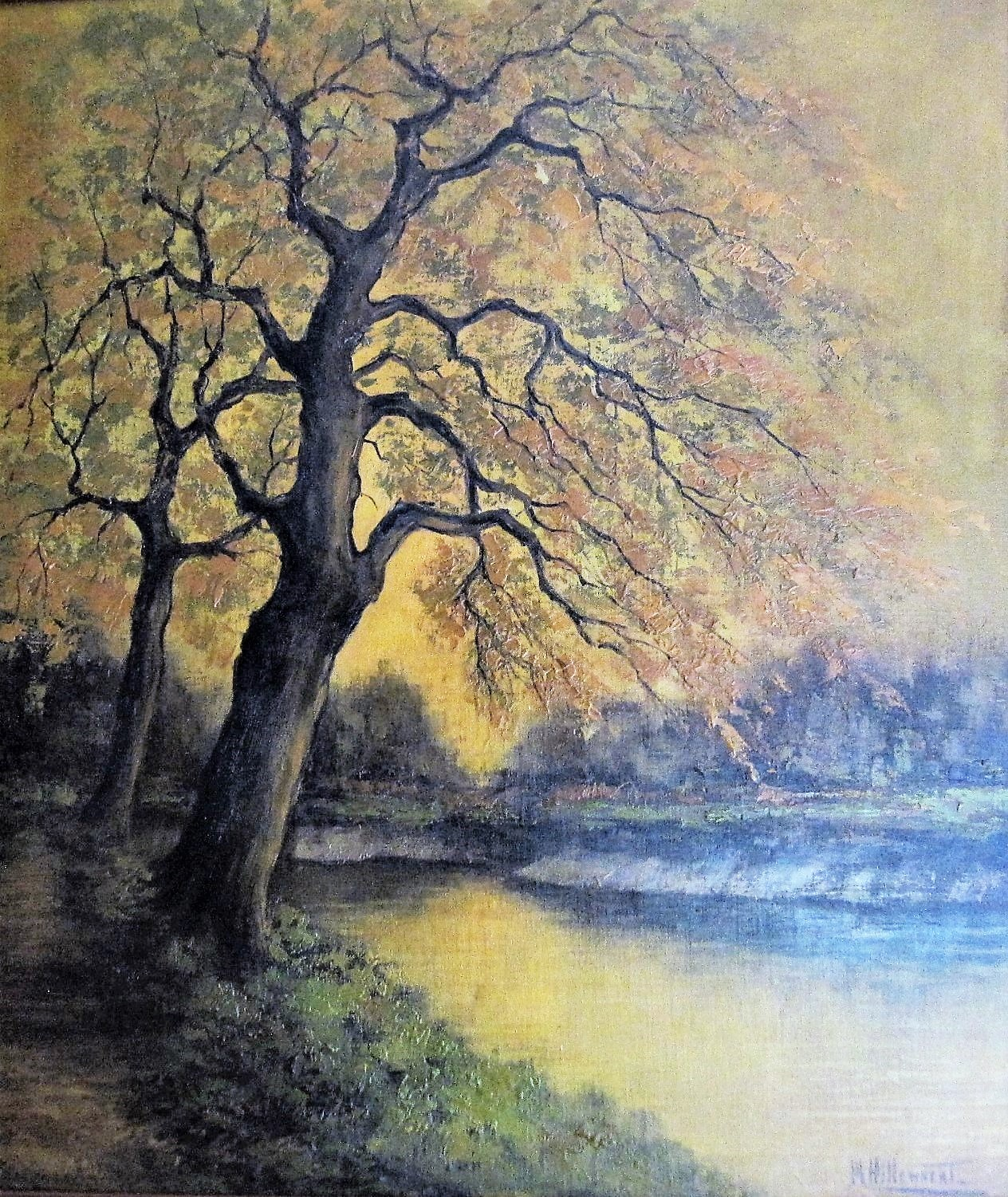
Landschap (olieverf op doek)
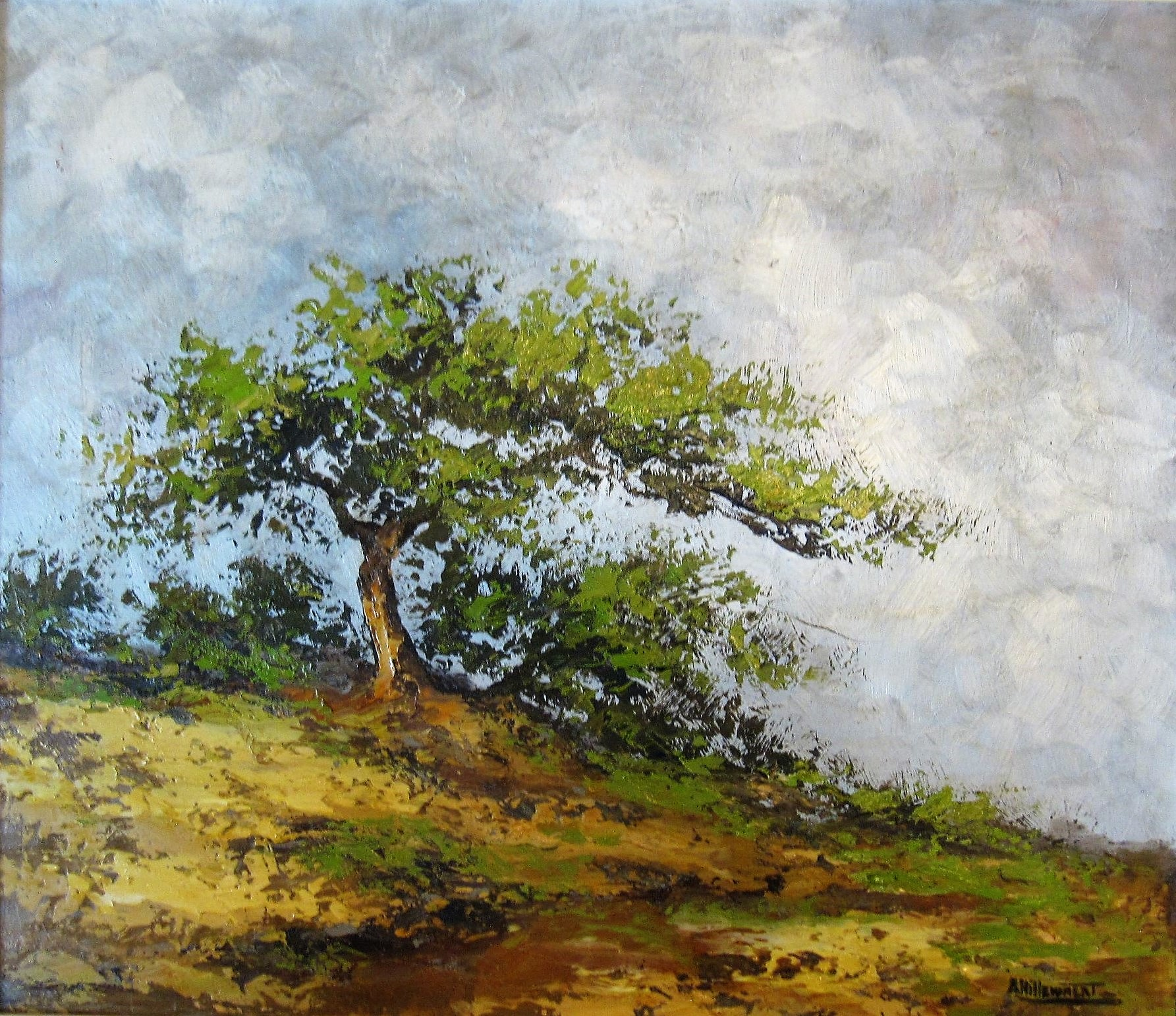
Landschap en boom (olieverf op doek)
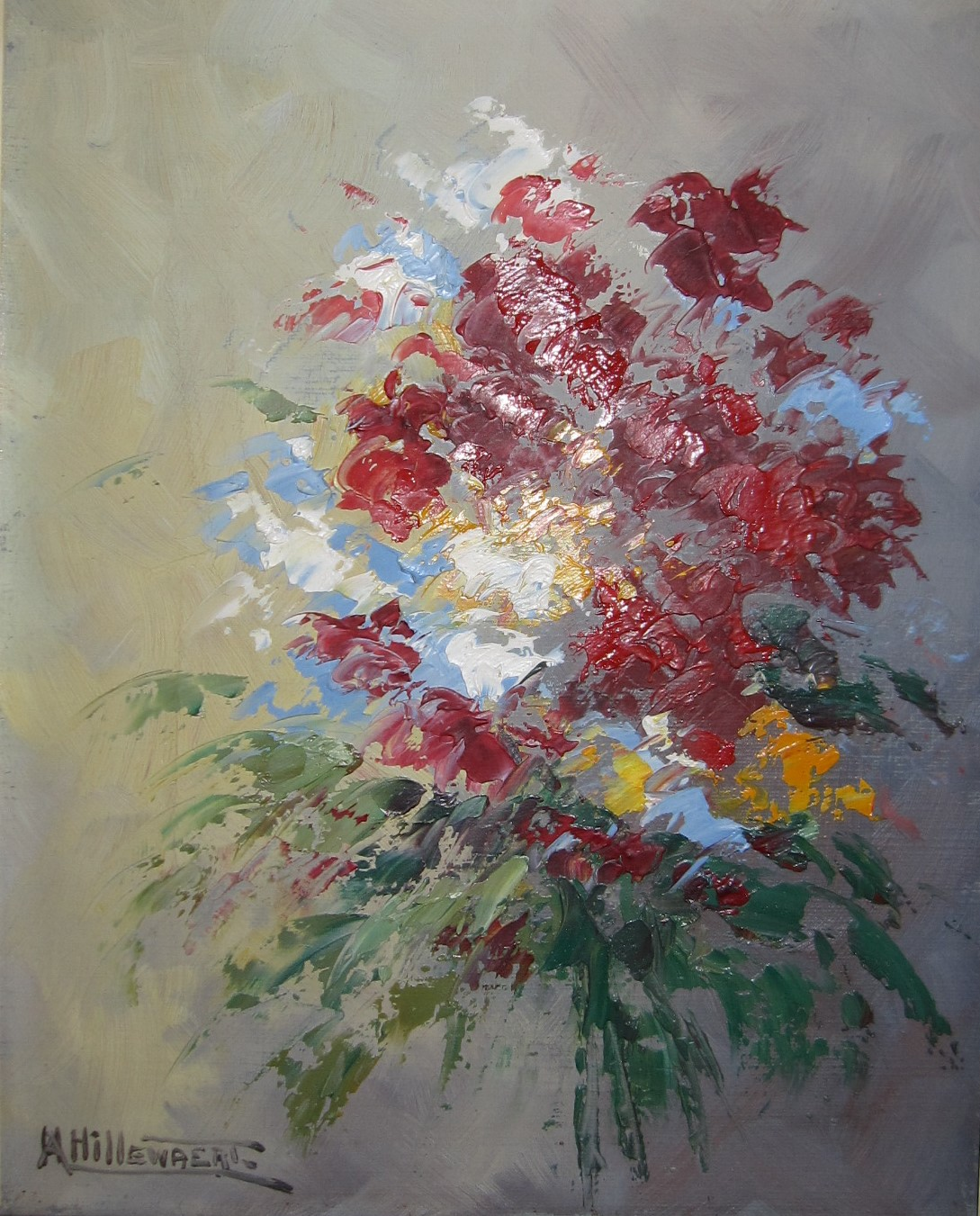
Boeket bloemen (olieverf op doek)
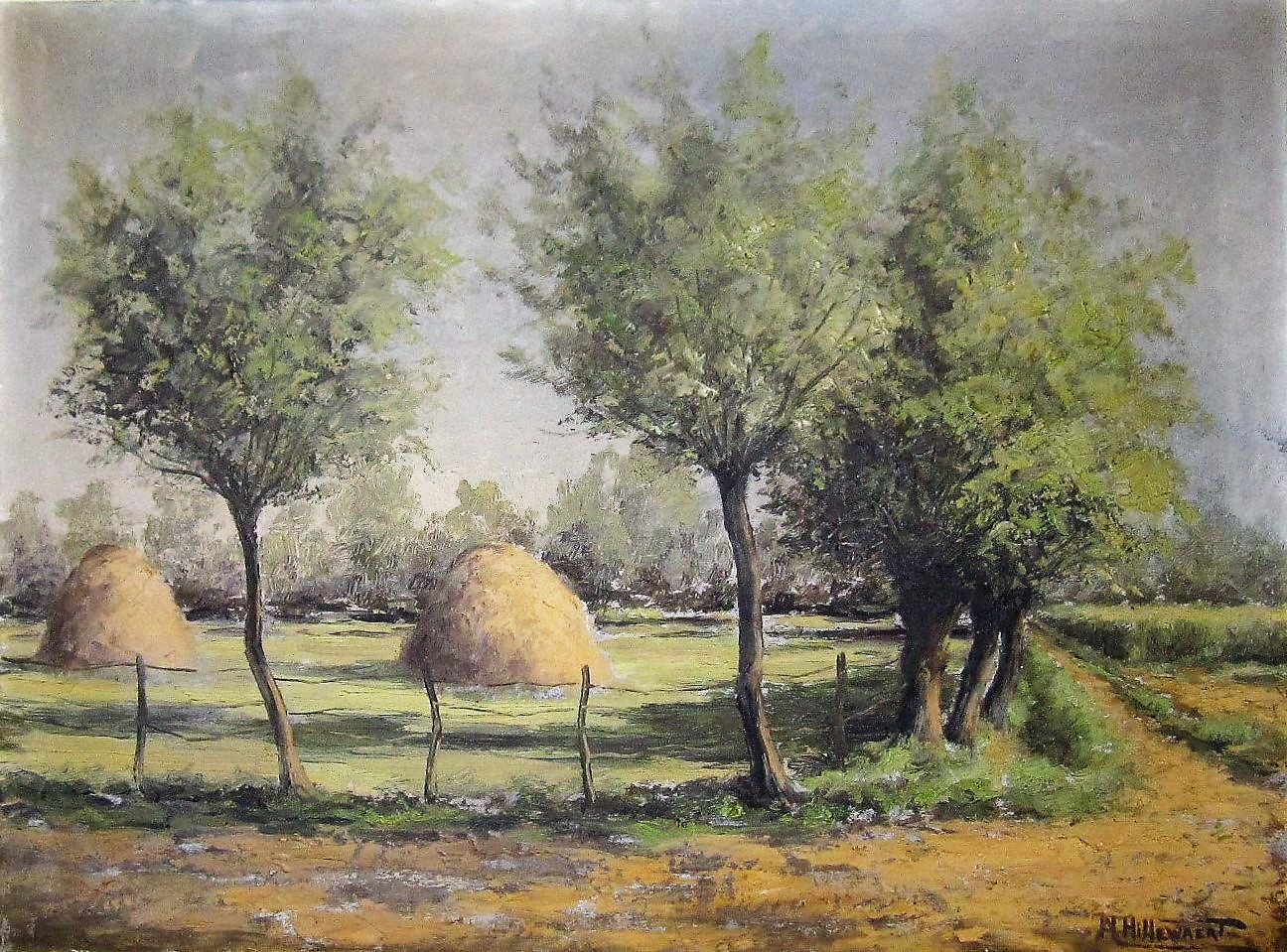
Landschap en velden (olieverf op doek)
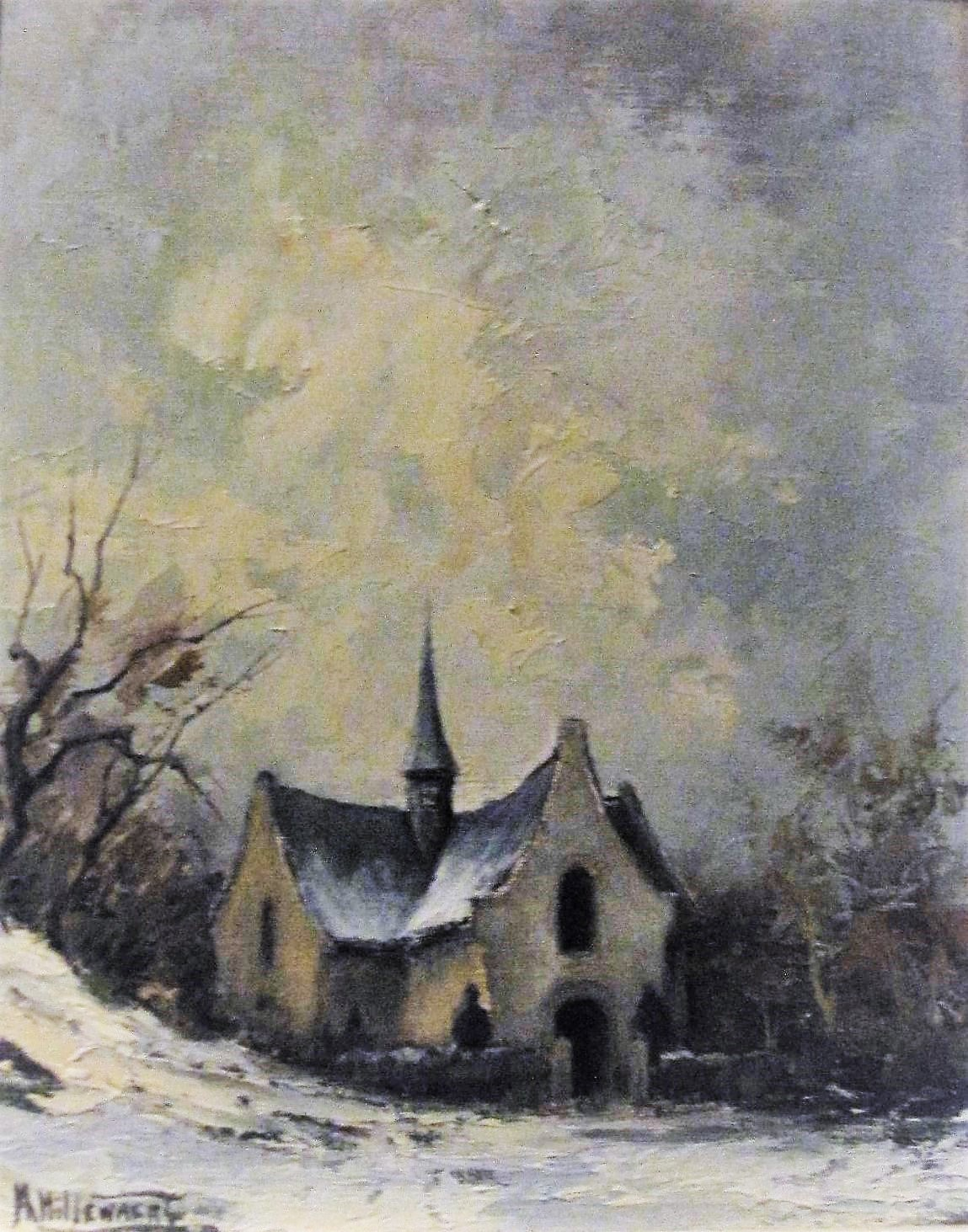
Kerkje van Vlassenbroek (olieverf op doek)